# Fergus Kavanagh
Fergus Kavanagh, né le 21 mai 1985 à Dublin en Irlande, est un joueur australien de hockey sur gazon.

## Palmarès
- Médaille de bronze aux Jeux olympiques de Pékin en 2008
- Médaille de bronze aux Jeux olympiques de Londres en 2012[1]